# Pyrsogianni
Pyrsogianni  este un oraș în Grecia în prefectura Ioannina.